# Саобраћај у Лихтенштајну
Лихтенштајн је малена држава Европе, па је и значај саобраћаја Лихтенштајна мали. Међутим, спрам своје величине држава има развијен друмски и железнички саобраћај. Главни саобраћајни чвор је престоница Вадуц. Будући да се ова државица граничи Швајцарском и Аустријом, месни саобраћај је блиско повезан је са саобраћајним мрежама датих земаља. Ово се нарочито односи на Швајцарску и најближи већи град Цирих.

## Железнички саобраћај
Укупна дужина железничке мреже стандардног колосека у Лихтенштајну је 9,5 km у виду једне железничке линије која повезује земљу и са Швајцарском и Аустријом и има четири станице, од којих је најзначајнија Шаан. На овим станицама се заустављају само месни возови, а међународни, који такође пролазе овом пругом, се не зауставаљају. Целокупна железница је под управом Аустријских савезних железница.
Железничка веза са суседним земљама:
- Аустрија - да
- Швајцарска - да

## Друмски саобраћај
Укупна дужина друмских путева у Лихтенштајну је око 250 km, сви са чврстом подлогом. Држава нема ауто-путеве, а месни путеви су добро одржавани. Најважнији путни чвор у држави је Вадуц. Месна аутобуска компанија послује у оквиру швајцарског аутобуског уређења.

## Водени саобраћај
Лихтенштајн се налази дуж долине реке Рајне.

## Ваздушни саобраћај
У Лихтенштајну не постоји аеродром, већ се користи најближи већи аеродром у Цириху. У месту Балзерс постоји мањи хелиодром.